# Le Samouraï bambou
Le Samouraï bambou (竹光侍, Takemitsu Zamurai) est un seinen manga scénarisé par Issei Eifuku et dessiné par Taiyō Matsumoto, prépublié dans le magazine Big Comic Spirits entre 2006 et 2010 et publié par l'éditeur Shōgakukan en huit volumes reliés sortis entre décembre 2006 et avril 2010. La version française est éditée par Kana en huit tomes sortis entre octobre 2009 et décembre 2011.

## Personnages
Soîchirô Senô (瀬能宗一郎)jeune ronin au caractère enfantin venu s'installer à Edo.Il est originaire du pays de Shinano.
Kankichi (勘吉)jeune garçon ami, puis élève de Soîchirô.
Tomekichi ()père de Kankichi. Il est charpentier.
O-Tsu ()mère de Kankichi.
Setsu ()jeune sœur de Kankichi.
Yoshibô ()Camarade de classe de Kankichi au caractère un peu simple.
Yozaemon ()gérant du quartier où vit Soîchirô. Ancien goyokiki, il était surnommé "Yoza du vent" en raison de son aptitude à courir vite.
Tsunegorô ()goyokiki qui demande souvent conseil à Yozaemon.
Tomekichi ()Subalterne de Tsunegorô.
Daizaburô Mikoshi ()fils d'une famille de seigneurs.
Genji ()laquais préféré de Daizaburô.
Shinnosuke Kikichi ()Samouraï à la carrure impressionnante et au caractère belliqueux, envoyé sur les traces de Soîchirô.

## Projet et réalisation
Le Samouraï Bambou est l'une des rares œuvres sur laquelle Taiyō Matsumoto a travaillé en collaboration avec un scénariste, en l'occurrence son ami Issei Eifuku. Conçu comme un divertissement, le manga présente peu de scènes de combat afin d'éviter de tomber dans la surenchère irréaliste propre aux films et mangas de style chanbara, dans lesquels « il y a tellement de morts qu'au bout d'un moment, le lecteur ne ressent plus la gravité de l'acte ».

## Manga

### Liste des volumes
| no | Japonais          | Japonais          | Français        | Français          |
| no | Date de sortie    | ISBN              | Date de sortie  | ISBN              |
| -- | ----------------- | ----------------- | --------------- | ----------------- |
| 1  | 15 décembre 2006  | 4-09-181034-9     | 9 octobre 2009  | 978-2-5050-0727-2 |
| 2  | 30 mai 2007       | 978-4-09-181320-6 | 4 décembre 2009 | 978-2-5050-0758-6 |
| 3  | 30 octobre 2007   | 978-4-09-181588-0 | 16 avril 2010   | 978-2-5050-0858-3 |
| 4  | 28 mars 2008      | 978-4-09-181848-5 | 20 août 2010    | 978-2-5050-0859-0 |
| 5  | 30 septembre 2008 | 978-4-09-182190-4 | 3 décembre 2010 | 978-2-5050-1008-1 |
| 6  | 30 avril 2009     | 978-4-09-182476-9 | 15 avril 2011   | 978-2-5050-1077-7 |
| 7  | 30 octobre 2009   | 978-4-09-182736-4 | 26 août 2011    | 978-2-5050-1218-4 |
| 8  | 28 avril 2010     | 978-4-09-183119-4 | 2 décembre 2011 | 978-2-5050-1287-0 |

### Autres éditeurs
Le manga est publié en Espagne par Glénat España, la branche espagnole de Glénat.

## Réception
Le manga reçoit des critiques globalement positives lors de sa sortie en France. Stéphane Jarno de Télérama estime notamment qu'« avec ce style inimitable qui tient autant du Picasso cubiste que des gribouillages d'enfant, Matsumoto donne une vision pertinente du Japon féodal, aussi juste dans l'esprit que les gravures d'époque ». Le site spécialisé BoDoï note à l'occasion de la conclusion de la série qu'« une fois accepté le graphisme insolite, on se plonge dans des volumes forts et qui procurent beaucoup de sensations ».

## Distinctions
Le manga remporte le prix de l'excellence au Japan Media Arts Festival en 2007 et le Grand prix du prix culturel Osamu Tezuka en 2011, partagé avec Jin de Motoka Murakami. La série est également nommée en sélection officielle du Festival d'Angoulême 2012.

### Édition japonaise
Shōgakukan
1. 1 2  (ja) « Tome 1 »
2. 1 2  (ja) « Tome 2 »
3. 1 2  (ja) « Tome 3 »
4. 1 2  (ja) « Tome 4 »
5. 1 2  (ja) « Tome 5 »
6. 1 2  (ja) « Tome 6 »
7. 1 2  (ja) « Tome 7 »
8. 1 2  (ja) « Tome 8 »

### Édition française
Kana
1. 1 2  (fr) « Tome 1 »
2. 1 2  (fr) « Tome 2 »
3. 1 2  (fr) « Tome 3 »
4. 1 2  (fr) « Tome 4 »
5. 1 2  (fr) « Tome 5 »
6. 1 2  (fr) « Tome 6 »
7. 1 2  (fr) « Tome 7 »
8. 1 2  (fr) « Tome 8 »